# Эффект Тиндаля

Свет белого фонаря, рассеивающийся на мицеллярной воде, приобретает голубой оттенок из-за эффекта Тиндаля, поскольку в пределе релеевского рассеяния голубой свет рассеивается сильнее. Также рассеянный свет частично поляризован по тем же причинам, что и небо.

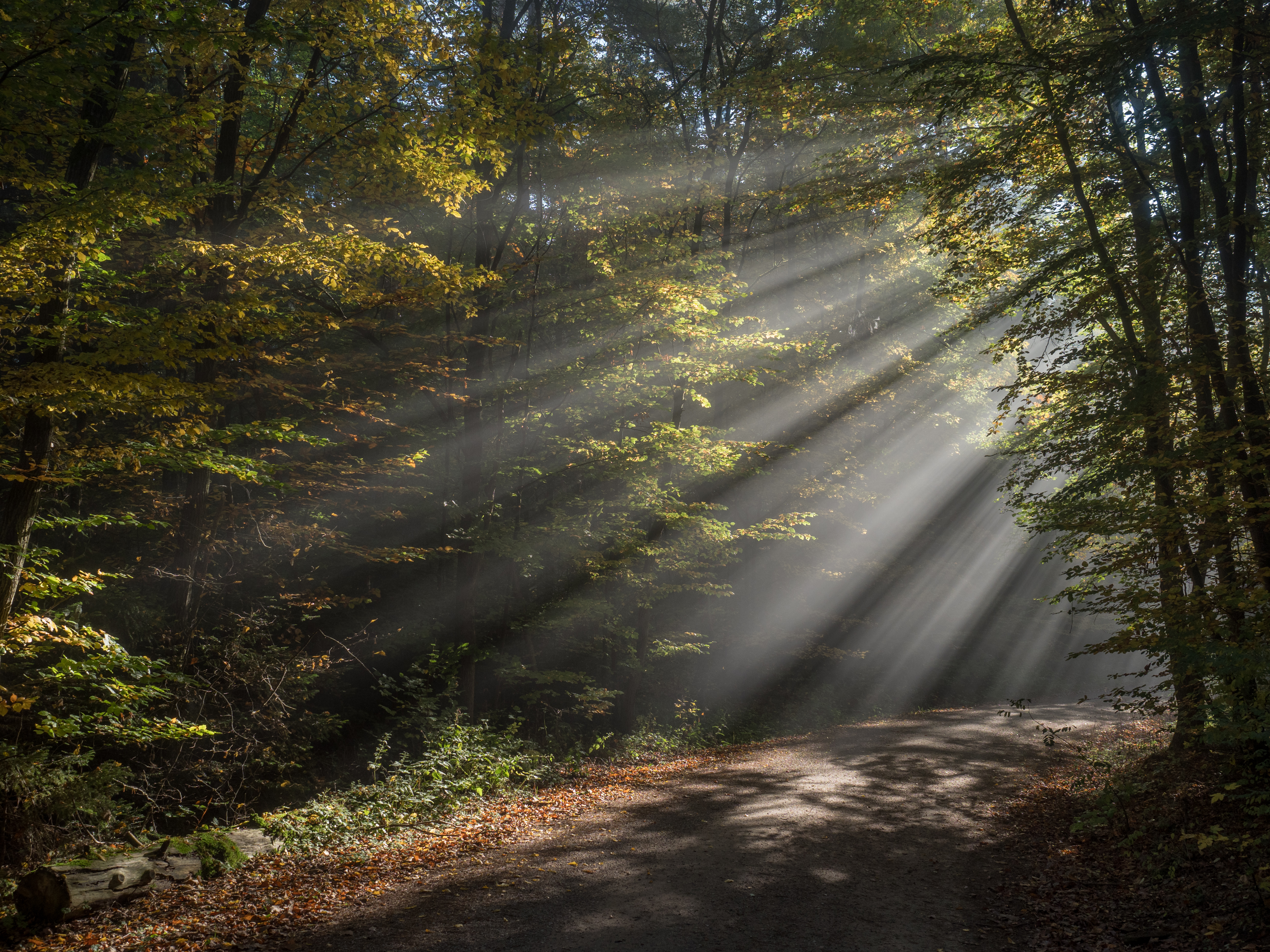
Солнечные лучи, проходящие сквозь туман, являются примером рассеяния Ми, а не эффекта Тиндаля

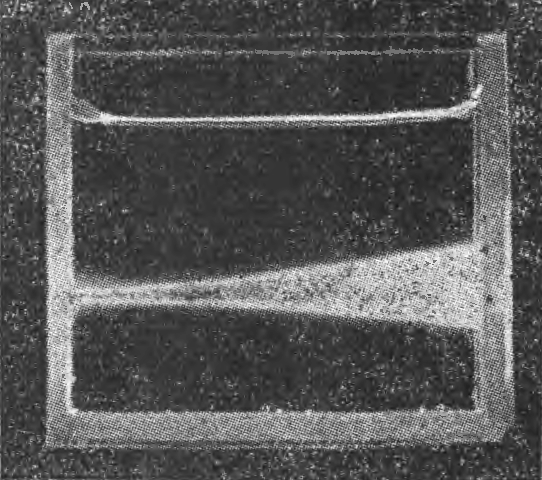
При пропускании пучка света через коллоидный раствор с направлений, перпендикулярных лучу, наблюдается образование в растворе светящегося конуса Тиндаля

Эффект Ти́ндаля, рассеяние Ти́ндаля (англ. Tyndall effect) — оптический эффект, релеевское рассеивание света при прохождении светового пучка через оптически неоднородную среду. Обычно наблюдается в виде светящегося конуса (конус Тиндаля), видимого на тёмном фоне.
Характерен для растворов коллоидных систем (например, золей металлов, разбавленных латексов, табачного дыма), в которых частицы, размер которых меньше длины волны, и окружающая их среда различаются по показателю преломления. На эффекте Тиндаля основан ряд оптических методов определения размеров, формы и концентрации коллоидных частиц и макромолекул.
Эффект Тиндаля назван по имени описавшего его Джона Тиндаля.